# Marco tedesco
Il marco tedesco è stato dal 1948 la valuta ufficiale inizialmente della cosiddetta Trizona (l'area della Germania al termine della seconda guerra mondiale sotto il controllo di Francia, Stati Uniti d'America e Regno Unito), poi, dal 1949, della Repubblica Federale di Germania e di Berlino Ovest fino alla riunificazione nel 1990 e la valuta ufficiale della Germania da allora fino all'introduzione dell'euro nel 1999. Era suddiviso in 100 Pfennig.
La valuta utilizzata nella Repubblica Democratica Tedesca era, invece, il "marco della Repubblica Democratica Tedesca".
Il termine marco era utilizzato nella lingua tedesca per le valute, che è in uso dal XII secolo. Il marco diventò valuta ufficiale della Germania dopo l'unificazione del 1871. In realtà, però, fino all'inizio del XX secolo coesistettero diverse valute all'interno della nazione.

## Storia
Valute con il nome di marco sono state usate in Germania fin dall'unificazione del 1870. Una prima crisi del marco si ebbe durante la Repubblica di Weimar (Reichsmark), con l'iperinflazione degli anni venti.
Il marco tedesco venne poi introdotto nel 1948 dalle potenze occidentali al termine della seconda guerra mondiale. Questa mossa, che aveva il fine di proteggere le zone occidentali della Germania  dall'inflazione, irritò le autorità comuniste, che interruppero tutte le comunicazioni con l'Ovest (strade, ferrovie e canali), portando al blocco di Berlino del 1948.
Il 1º gennaio 1999 entrò in vigore l'euro, il cui tasso di cambio irrevocabile con il marco era stato fissato il giorno precedente in 1,95583 marchi per 1 euro. Da quel momento il marco rimase in vigore solo come espressione non decimale dell'euro, anche se monete e banconote continuavano a essere denominate in marchi. Per tutte le forme di pagamento "non-fisiche" (trasferimenti elettronici, titoli, ecc.), invece, da quella data si adottò solo l'euro.
Il 1º gennaio 2002 entrarono in circolazione le monete e banconote in euro. Al contrario delle altre valute, non si ebbe alcuna fase di doppia circolazione.
Le vecchie monete e banconote in marchi possono ancora essere cambiate in euro, senza limite di tempo.

## Monete
La prima serie fu emessa dalla Bank deutscher Länder nel 1948 e 1949. Dal 1950 l'iscrizione Bundesrepublik Deutschland (Repubblica Federale di Germania) apparve sulle monete.
| Immagine | Valore     | Data emissione  | Composizione                                                              | Dritto                              | Rovescio |
| -------- | ---------- | --------------- | ------------------------------------------------------------------------- | ----------------------------------- | --- |
|          | 1 Pfennig  | 1948–2001       | 1948–1949: acciaio placcato in bronzo 1950–2001: acciaio placcato in rame | Foglia di quercia                   | Valore tra due spighe di segale |
|          | 2 Pfennig  | 1950–2001       | 1950–1968: bronzo 1968–2001: acciaio placcato in bronzo                   | Foglia di quercia                   | Valore tra due spighe di segale |
|          | 5 Pfennig  | 1949–2001       | Acciaio placcato in bronzo                                                | Foglia di quercia                   | Valore tra due spighe di segale |
|          | 10 Pfennig | 1949–2001       | Acciaio placcato in bronzo                                                | Foglia di quercia                   | Valore tra due spighe di segale |
|          | 50 Pfennig | 1949–2001       | Cupro-nickel                                                              | Donna che pianta un seme di quercia | Valore |
|          | 1 DM       | 1950–2001       | Cupro-nickel                                                              | Aquila tedesca                      | Valore tra due spighe di segale |
|          | 2 DM       | 1951, 1957–2001 | Cupro-nickel                                                              | Aquila tedesca                      | 1951: Valore tra due spighe di segale 1957–1971: Max Planck 1969–1987: Konrad Adenauer 1970–1987: Theodor Heuss 1979–2001: Kurt Schumacher 1988–2001: Ludwig Erhard 1990–1994: Franz Josef Strauß 1994–2001: Willy Brandt |
|          | 5 DM       | 1951–2001       | 1951–1974: Argento 1975–2001: Cupro-nickel                                | Aquila tedesca                      | Valore |

Esempi di conversione:
- 5,20 EUR = 5,20 EUR × 1,95583 DEM/EUR ≈ 10,17 DEM
- 22,80 DEM = 22,80 DEM ÷ 1,95583 DEM/EUR ≈ 11,66 EUR